# Petr I. Lucemburský
Petr I. Lucemburský (1390 – 31. srpen 1433) byl synem Jana Lucemburského, pána z Beauvoir, a jeho manželky Markéty z Enghien. Jeho dědictví zahrnovalo hrabství Brienne, Conversano a St. Pol.

## Rodina
Petr byl dědicem svého otce, Jana Lucemburského, pána z Beauvoir, a matky, Markéty z Enghien. Měli vládnout jako hrabě a hraběnka z Brienne v letech 1394-1307.
Jan byl čtvrtá generace potomků Walerana I. Lucemburského, hraběte z Ligny, druhého syna Jindřicha V. Lucemburského a Markéty z Baru. Tento Lucemburk vládl v Ligny-en-Barrois. To z Petra dělalo vzdáleného bratrance Jana Lucemburského, otce Karla IV., a Jitky Lucemburské, normandské a akvitánské vévodkyně.
Petr byl šestou generací potomků Jana II. Bretaňského, a jeho manželky Beatrix Anglické, přes jejich dceru, Marii.
Beatrix byla dcerou Jindřicha III. Plantageneta a Eleoonory Provensálské.
Jindřich byl synem Jana Bezzemka a Isabely z Angoulême.

## Život
Petr byl následníkem své tety Johany Lucemburské, hraběnky ze St. Pol a Ligny. V roce 1430 se tak stal hrabětem ze St. Pol. Jeho mladší bratr Jan, hrabě z Ligny, spojenec Angličanů během stoleté války, obdržel Johanku z Arku jako svou zajatkyni, následně ji vydal Angličanům za 10 000 livrů.
Dne 8. května 1405 se Petr oženil s Markétou z Baux, dcerou Františka z Baux a jeho třetí manželky Suevy Orsini. Petr a Markéta spolu měli osm dětí:
- Ludvík Lucemburský ze Saint-Pol
- Jacquetta Lucemburská
- Thibaud
- Jakub
- Valeran
- Jan
- Kateřina Lucemburská ze Saint-Pol
- Isabela

## Smrt
Ve 14. a 15. století byla velmi známá černá smrt, smrtící forma dýmějového moru, který se šířil po celém známém světě, na niž Petr 31. srpna 1433 ve věku 43 let zemřel. Byl pohřben v opatství Cercamp. Jeho manželka zemřela o 36 let později.